# Adenomera
Adenomera – rodzaj płazów bezogonowych z podrodziny Leptodactylinae w rodzinie świstkowatych (Leptodactylidae).

## Zasięg występowania
Rodzaj obejmuje gatunki występujące w Ameryce Południowej na wschód od Andów.

## Systematyka

### Etymologia
- Adenomera: gr. αδην adēn, αδενος adenos „gruczoł”[5]; μηρος mēros „biodro, udo”[6].
- Parvulus: łac. parvulus „bardzo mały”, zdrobnienie od parvus „mały”[7]. Gatunek typowy: Leptodactylus nanus Müller, 1922.

### Podział systematyczny
Do rodzaju należą następujące gatunki:

- Adenomera ajurauna (Berneck, Costa & Garcia, 2008)
- Adenomera amicorum Carvalho, Moraes, Lima, Fouquet, Peloso, Pavan, Drummond, Rodrigues, Giaretta, Gordo, Neckel-Oliveira & Haddad, 2021
- Adenomera andreae (Müller, 1923) – karłoświstek nizinny[8]
- Adenomera araucaria Kwet & Angulo, 2002
- Adenomera aurantiaca Carvalho, Moraes, Lima, Fouquet, Peloso, Pavan, Drummond, Rodrigues, Giaretta, Gordo, Neckel-Oliveira & Haddad, 2021
- Adenomera bokermanni (Heyer, 1973)
- Adenomera chicomendesi Carvalho, Angulo, Kokubum, Barrera, Souza, Haddad & Giaretta, 2019
- Adenomera coca (Angulo & Reichle, 2008)
- Adenomera cotuba Carvalho & Giaretta, 2013
- Adenomera diptyx (Boettger, 1885)
- Adenomera engelsi Kwet, Steiner & Zillikens, 2009
- Adenomera glauciae Carvalho, Simões, Gagliardi-Urrutia, Rojas-Runjaic, Haddad & Castroviejo-Fisher, 2020
- Adenomera gridipappi Carvalho, Moraes, Lima, Fouquet, Peloso, Pavan, Drummond, Rodrigues, Giaretta, Gordo, Neckel-Oliveira & Haddad, 2021
- Adenomera guarani Zaracho, Lavilla, Carvalho, Motte & Basso, 2023
- Adenomera guarayo Carvalho, Angulo, Barrera, Aguilar-Puntriano & Haddad, 2020
- Adenomera heyeri Boistel, Massary & Angulo, 2006
- Adenomera hylaedactyla (Cope, 1868)
- Adenomera inopinata Carvalho, Moraes, Lima, Fouquet, Peloso, Pavan, Drummond, Rodrigues, Giaretta, Gordo, Neckel-Oliveira & Haddad, 2021
- Adenomera juikitam Carvalho and Giaretta, 2013
- Adenomera kayapo Carvalho, Moraes, Lima, Fouquet, Peloso, Pavan, Drummond, Rodrigues, Giaretta, Gordo, Neckel-Oliveira & Haddad, 2021
- Adenomera kweti Carvalho, Cassini, Taucce & Haddad, 2019
- Adenomera lutzi Heyer, 1975
- Adenomera marmorata Steindachner, 1867
- Adenomera martinezi (Bokermann, 1956)
- Adenomera nana (Müller, 1922)
- Adenomera phonotriccus Carvalho, Giaretta, Angulo, Haddad & Peloso, 2019
- Adenomera saci Carvalho & Giaretta, 2013
- Adenomera simonstuarti (Angulo a& Icochea, 2010)
- Adenomera tapajonica Carvalho, Moraes, Lima, Fouquet, Peloso, Pavan, Drummond, Rodrigues, Giaretta, Gordo, Neckel-Oliveira & Haddad, 2021
- Adenomera thomei (Almeida & Angulo, 2006)